# Acacia cebil
Acacia cebil é uma espécie de leguminosa do gênero Acacia, pertencente à família Fabaceae.